# Mk F3
Die Mk F3 ist ein selbstfahrendes gepanzertes Artilleriegeschütz vom Kaliber 155 mm aus Frankreich. Weitere Bezeichnungen lauten Canon de 155 mm Mle F3 Automoteur (Cn-155-F3-Am) und AMX Mk F3. Mit einem Gewicht von unter 18 Tonnen zählt die Mk F3 zu den weltweit leichtesten 155-mm-Panzerhaubitzen.

## Entwicklung
Die Mk F3 wurde in den 1950er-Jahren beim Atelier de Construction Roanne (ARE) entworfen. Der erste Prototyp war 1962 bereit und die ersten Exemplare wurden 1966 an das Französische Heer ausgeliefert. Im Jahr 1965 wurde die Fertigung zu Mécanique Creusot-Loire verlegt. Ab 1993 wurde diese Firma von Giat Industries aufgekauft und 2006 in Nexter umbenannt. Die letzten Mk F3 wurden im Jahr 1997 an Marokko geliefert. Insgesamt wurden rund 620 Mk F3 produziert.

## Technik

### Fahrzeug

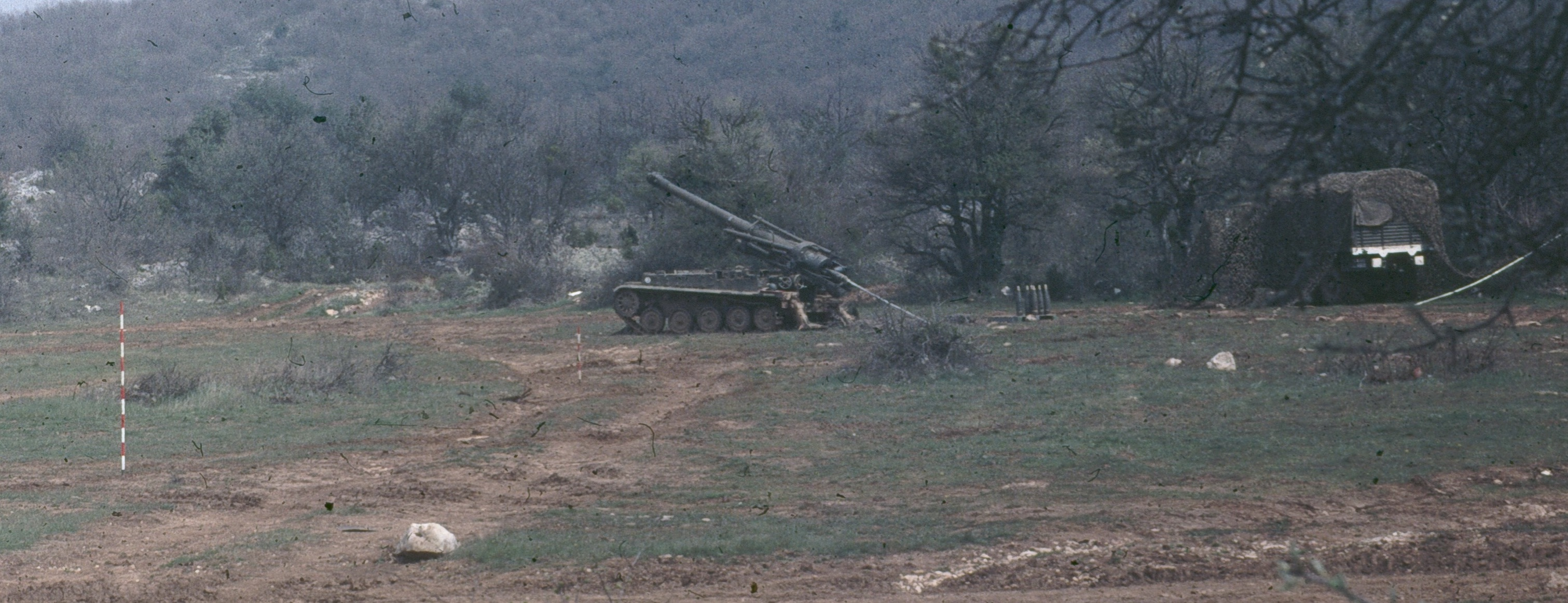
Mk F3 bei einem Manöver im Jahr 1980

Das Fahrgestell beruht auf dem AMX-VCI, welches dem AMX-13 entstammt. Die Konstruktion besteht aus Panzerstahl mit einer Materialstärke von 10 bis 20 mm.
Die Ursprungsversion der Mk F3 wird von einem luftgekühlten 8-Zylinder-Benzinmotor von SOFAM angetrieben. Dieser hat bei einer Drehzahl von 3200/min eine Leistung von 184 kW (250 PS). Ab Mitte der 1960er-Jahre wurde ein wassergekühlten 8-Zylinder-Dieselmotor von Baudouin verbaut. Dieser hat bei einer Drehzahl von 2800/min eine Leistung von 206 kW (280 PS). Weiter steht für Exportkunden auch ein Dieselmotor von Detroit Diesel zur Verfügung. Der Motor ist vorne rechts in der Wanne untergebracht und hat einen Kraftstofftank mit 450 Liter. Das hydromechanische Differentialgetriebe hat fünf Vorwärts- und ein Rückwärtsgang. Das Laufwerk besteht an jeder Seite aus vier gummibereiften, torsionsstabgefederten Laufrollen und einem Leitrad am Heck. Die Antriebszahnkränze befinden sich vorn neben dem Motorraum.
Die Mk F3 erreicht auf der Straße eine maximale Fahrgeschwindigkeit von 65 km/h. Mit dem Benzinmotor beträgt der Fahrbereich auf der Straße 300 km und mit dem Dieselmotor 450 km. Das Artilleriesystem ist geländegängig und kann Steigungen von 50 % überwinden. Die maximal zulässige Querneigung liegt bei 40 %. Das Fahrzeug kann Gewässer bis zu 1 m Tiefe und vertikale Hindernisse mit einer Höhe von 60 cm überwinden. Die Bodenfreiheit beträgt 47 cm und der Wenderadius liegt bei 4,12 m.
Die Besatzung besteht aus Fahrer und Kommandant, welche vorne links im Fahrzeug sitzen. Die sechs Kanoniere fahren auf einem separaten AMX-VCI, AMX-VCA oder LKW mit. Für kurze Fahrstrecken können die Kanoniere auch auf der Mk F3 aufsitzen.

### Geschütz
Die 155-mm-Kanonenhaubitze wurde vom Atelier de Construction de Tarbes (ATS) entworfen und basiert auf dem Obusier de 155 mm Modèle 50 (M-50). Das Geschütz ist auf dem Fahrzeugheck montiert. Der Seitenrichtbereich beträgt in Fahrrichtung links 20° und rechts 30°. Der Höhenrichtbereich liegt bei 0 bis +67°. Am Geschützrohr mit 33 Kaliberlängen (L/33) ist am Rohrende ist eine Zweikammer-Mündungsbremse montiert. Am hinteren Rohrende sind der Schraubenverschluss sowie die Ladungskammer angebracht. Bei der Rohrwiege sind am Geschützrohr zwei Rohrbremsen und Rohrvorholer montiert. Daneben befindet sich der Platz für die Richtmittel. Am Fahrzeugheck werden vor der Schussabgabe zwei Erdsporne abgesenkt, welche die Rückstoßkraft in das Erdreich ableiten.
Die Munition wird in einem separaten AMX-VCA-Transportpanzer mitgeführt. Dieser kann neben den Kanonieren 25 Geschosse und die dazugehörigen Treibladungen transportieren. Das Geschütz wird von den Kanonieren manuell geladen. Kurzzeitig ist eine Schussfolge von drei Schuss pro Minute möglich. Danach muss die Schussfolge, infolge der thermischen Beanspruchung des Geschützrohres, auf einen Schuss pro Minute reduziert werden.

### Munition
Für die Mk F3 wird getrennt geladene Munition mit variablen Treibladungsbeuteln verwendet. Das heißt, das Geschoss und die Treibladung werden nacheinander geladen. Von Luchaire und Giat wird die folgende Munition für die Mk F3 produziert:
| Name         | Geschosstyp                  | Gewicht | Mündungsgeschwindigkeit | Schussdistanz |
| ------------ | ---------------------------- | ------- | ----------------------- | ------------- |
| M107/LU107   | Sprenggranate                | 43,1 kg | 690 m/s                 | 18 km         |
| M56 / Mk. 56 | Sprenggranate                | 43,7 kg | 725 m/s                 | 20,4 km       |
| LU111 BB     | Sprenggranate mit Base-Bleed | 42,5 kg | 760 m/s                 | 25,3 km       |
| F1A OFUM     | Rauch/-Brandgranate          | 44,3 kg | unbekannt               | 17,8 km       |
| F1 OECL      | Leuchtgranate                | 43,5 kg | unbekannt               | 17,8 km       |

## Nutzerstaaten
Die Französischen Streitkräfte ersetzten die Mk F3 ab Ende der 1980er-Jahre durch die AMX AuF1. Auch bei vielen Exportkunden wurde die Mk F3 spätestens ab den 2000er-Jahren durch modernere Geschütze ersetzt.
- Argentinien – 24
- Frankreich – 222
- Chile – 12
- Ecuador – 12
- Katar – 28
- Kuwait – 18
- Marokko – 74
- Peru – 12
- Sudan – 10
- Vereinigte Arabische Emirate – 20
- Venezuela – 20
- Zypern – 12

Daten aus